# 처녀의 조건
"처녀의 조건"은 1968년 공개된 대한민국의 영화이다.

## 배역
- 남진
- 남정임
- 최남현